# Catharsius neptunus
Catharsius neptunus är en skalbaggsart som beskrevs av Hermann Julius Kolbe 1893. Catharsius neptunus ingår i släktet Catharsius och familjen bladhorningar. Inga underarter finns listade.